# Cole Peverley
Cole Peverley (nascut el 3 de juliol de 1988) és un futbolista neozelandès que actualment juga com a centrecampista pel Hawke's Bay United del Campionat de Futbol de Nova Zelanda.
Peverley es va formar en l'equip juvenil del Hansa Rostock i ha jugat en una gran varietat de clubs, majoritàriament equips del Campionat de Futbol de Nova Zelanda. A més, és un jugador que ha representat a Nova Zelanda a nivell sub-20, sub-23 i nivell complet.

## Trajectòria per club
Peverley va iniciar la seva carrera futbolística amb el Hansa Rostock d'Alemanya, formant part de l'equip juvenil entre el 2001-2004. Després, el 2004 va passar a formar part de l'equip professional però no hi jugà cap partit.
Unes temporades després, Peverley va cridar l'atenció del Hawke's Bay United del Campionat de Futbol de Nova Zelanda. Va fitxar per dues temporades i el 3 de novembre de 2007 va debutar en un partit guanyat 3 a 1 contra el Canterbury United. En dues temporades amb el club acabà jugant un total de 45 partits i marcà un gol.
El Team Wellington el va fitxar per la temporada 2009-10 per un termini de tan sols una temporada. Peverley debutà amb el club en el primer partit de la temporada 2009-2010 del Campionat de Futbol de Nova Zelanda contra el YoungHeart Manawatu l'1 de novembre de 2009.
Després que retornés al Hawke's Bay United per una temporada, el Charleston Battery de l'USL Professional Division dels Estats Units el contractà per una temporada el 16 de febrer de 2011. Va jugar 18 partits per l'equip nord-americà.
De nou, el contracte de Peverley acabà i no fou renovat; fitxà pel Canterbury United el 2011 i des d'aleshores hi ha jugat una desena de partits, i marcà un gol el 18 de desembre en un partit en què derrotaren al Waitakere United 2 a 1 a l'ASB Football Park del Canterbury United.
En la pretemporada de la temporada 2012-13 Peverley fou contractat pel Hawke's Bay United de nou.

## Trajectòria internacional
Peverley va ser convocat per a la plantilla de la selecció neozelandesa sub-20 que jugà en la Copa del Món de la FIFA sub-20 de 2011 al Canadà.
Va ser inclòs també en la plantilla de la selecció sub-23 que participà en el torneig preolímpic de la Confederació de Futbol d'Oceania de 2008 en què jugà en cadascun dels cinc partits de la selecció neozelandesa i marcà un gol contra Fiji. Va mantenir la seva posició en la selecció i va jugar als Jocs Olímpics de 2008 on jugà en cadascun dels tres partits, contra la Xina (1–1), el Brasil (0–5) i Bèlgica (0–1).
Peverley va fer el seu debut amb la selecció neozelandesa en un partit en què perderen 0 a 2 contra Fiji el 19 de novembre de 2008. El partit era un partit que es jugava ambdós com a classificació per a la Copa del Món de la FIFA de 2010 i Copa de les Nacions de l'OFC de 2008.